# 菰田玲子
菰田 玲子（こもだ れいこ、1972年10月2日 - ）は、テレビ静岡の社員で、元アナウンサー。

## 人物
- 静岡県浜北市（現：浜松市浜名区）出身。
- 静岡県立浜松北高等学校、青山学院大学文学部を卒業
- 1995年、テレビ静岡に入社（同期は出身も同じである戸塚貴久子）。2013年6月までアナウンサーとして活躍。その後、産休・育児休暇に入り、その最中に同社の別部署への異動に伴い、アナウンサー職を離れた。
- 妹は元長野放送アナウンサーで、現在フリーアナウンサー（シー・フォルダ所属）の菰田敦子。ちなみに妹とは5歳違いだが、誕生月日は全く同じである。

## 来歴
- 1998年4月より、戸塚貴久子の後任として『めざましテレビ』のリポーターに就任。2年半にわたって担当した。
  - 同番組最後の中継は、2000年9月26日（火曜日）放送の「アミーゴ伊藤の家族にあげましょう」のコーナーだった。このときは、伊藤利尋アナが番組用の小道具であるサンバ衣装とトランプを忘れてしまい、やむなく私服のまま、また市販のトランプを使って中継を行った。ちなみに後任の小林美幸アナ（当時）と2代続けて最後は伊藤アナとの共演となった。
- 2013年1月下旬に、FNS関係のある会議が富山県（同じ系列局）であった時、自らテレビ静岡の担当で出た所、当時長野放送の担当で出た妹の敦子と一緒になり、テレビ画面上ではなかったものの、姉妹で仕事で初めて一緒になったという。[1]
- 2019年7月より『ただいま!テレビ』のMCに就任[2]。

## 担当番組

### 過去
- FNNテレビ静岡スーパーニュース（2000年10月 - 2007年3月、2011年4月 - ）
- FNNテレビ静岡ニュース
- 企業の決断
- 静岡旅まる隊・ぽん!
- めざましテレビ（中継）
- ただいま!テレビ（2019年7月 -2023年3月31日  ）
- テレしず通りパロパロ（リポーター）